# Blonde on Blonde
Blonde on Blonde là album phòng thu thứ 7 của ca sĩ - nhạc sĩ người Mỹ, Bob Dylan, được phát hành vào tháng 5 năm 1966 bởi Columbia Records và được sản xuất bởi Bob Johnston. Quá trình thu âm được thực hiện chủ yếu ở New York vào tháng 10 năm 1965 với sự tham gia của rất nhiều nghệ sĩ cộng tác, trong đó có cả ban nhạc trình diễn cùng Dylan, The Hawks. Họ vẫn tiếp tục cho tới tận tháng 1 năm 1966 nhưng chỉ có được duy nhất 1 ca khúc cho vào album, "One of Us Must Know (Sooner or Later)". Theo gợi ý của Johnston, Dylan đã mời tay keyboard Al Kooper và tay guitar Robbie Robertson và cùng tới phòng thu của Columbia tại Nashville, Tennessee. Đợt thu âm này, với sự cộng tác của rất nhiều nghệ sĩ hàng đầu của Nashville, đã thành công hơn rất nhiều và trong khoảng thời gian tháng 2 và 3 cùng năm, các ca khúc còn lại của album đều đã được hoàn thành.
Đây là sản phẩm hoàn tất cho bộ 3 album rock của Dylan trong giai đoạn 1965-1966, bao gồm Bringing It All Back Home và Highway 61 Revisited. Blonde on Blonde được coi là một trong những album xuất sắc nhất mọi thời đại. Bao gồm cả những thử nghiệm từ các nghệ sĩ ở Nashville với thứ cảm xúc rất tân tiến, các ca khúc của album được coi như một cuộc đại phẫu cho những hạn chế lớn của âm nhạc với thứ ca từ được gọi là "sự pha trộn duy nhất có thể giữa cái cách tân và sự tầm thường". Đây cũng là một trong những album-kép đầu tiên của lịch sử nhạc rock.
Tại Mỹ, album có được vị trí cao nhất là số 9 tại Billboard 200 – nơi mà nó cũng có được chứng chỉ Bạch kim kép – và vị trí số 3 tại Anh. 2 đĩa đơn theo kèm, "Rainy Day Women No. #12 & 35" và "I Want You", cũng góp mặt trong top 12 tại Mỹ, trong khi các ca khúc khác như "Just Like a Woman" và "Visions of Johanna", được coi là những sáng tác tiêu biểu nhất trong sự nghiệp của Bob Dylan và đều được nằm trong danh sách "500 bài hát vĩ đại nhất" của tạp chí Rolling Stone.

## Thu âm và sản xuất

### Hoàn cảnh ra đời
Sau khi phát hành thành công Highway 61 Revisited vào tháng 8 năm 1955, Dylan liền sa thải ban nhạc đánh đệm cho mình. Tuy nhiên, tay guitar Mike Bloomfield và cả tay keyboard Al Kooper vẫn được anh giữ lại cho album tiếp theo cũng như tại Newport Folk Festival năm đó. Bloomfield không theo tour cùng Dylan vì muốn tham gia nhóm Paul Butterfield Blues Band: chính Kooper là người báo tin này cho Dylan sau những buổi diễn vào cuối tháng 8 đầu tháng 9. Quản lý của Dylan, Albert Grossman, đã lên kế hoạch khá chi tiết cho Dylan để theo diễn suốt 9 tháng tiếp theo, xuyên Mỹ, Úc và cả châu Âu. Do vậy, anh buộc phải liên hệ với một ban nhạc mới, đó là Levon and the Hawks. The Hawks, trừ Levon Helm tới từ Arkansas, đều tới từ Canada. Họ được biết tới nhiều qua vài buổi diễn ở Canada và đánh lót cho Ronnie Hawkins. Có 2 nhân vật đã giới thiệu The Hawks cho Dylan: đó là Mary Martin, thư ký của Grossman, và ca sĩ nhạc blue John Hammond, Jr. – con trai của nhà sản xuất John Hammond, người đã ký hợp đồng cho Dylan với Columbia Records vào năm 1961. The Hawks chính là ban nhạc đánh nền cho album đầu tay So Many Roads năm 1965 của cậu con trai nhà Hammond.
Ngày 15 tháng 9, Dylan tới gặp ban nhạc ở Toronto, nơi mà họ vẫn chơi nhạc tại địa điểm ưa thích Friar's Club, và tới ngày 24, tất cả bắt đầu quá trình chuẩn bị cho album mới ở Austin, Texas. Chỉ đúng 2 tuần sau, phấn khích trước những gì làm được ở Texas, Dylan liền lôi cả ban nhạc tới phòng thu của Columbia Records ở New York. Gần như ngay lập tức, họ đã hoàn thiện bản hit "Positively 4th Street" phát hành dưới dạng đĩa đơn sau đó. Tuy nhiên, Dylan thì lại cố gắng định hình lại album này nhằm khác biệt so với các album trước: đây đã là album thứ 3 trong năm mà anh hợp tác với các nghệ sĩ nhạc rock.

### Thu âm tại New York
Nhà sản xuất Bob Johnston, người vốn đã thực hiện Highway 61 Revisited, lại tiếp tục cộng tác với Dylan và The Hawks tại phòng thu của Columbia ở New York ngày 5 tháng 10. Họ cùng tập trung viết phần bè cho ca khúc "Can You Please Crawl Out Your Window?", một ca khúc được sáng tác từ thời kỳ Highway 61 song không được cho vào trong album đó. Có 3 ca khúc nữa được chuẩn bị, song không có một ca khúc nào trở thành bản thu hoàn chỉnh: đó là một phần của "Jet Pilot" và "I Wanna Be Your Lover", cùng với đó là một bản hát lại một bài của The Beatles có tên "I Wanna Be Your Man" (sau này nằm trong box set Biograph năm 1985). Họ cũng thâu hai bản nháp của ca khúc "Medicine Sunday", sau này trở thành bản hit "Temporary Like Achilles".
Ngày 30 tháng 11, The Hawks tới phòng thu, song Levon Helm đã rời nhóm sau khi tuyên bố quá chán nản khi phải chơi lót, vậy nên tay trống Bobby Gregg được mời tới thay. Họ bắt đầu với một sáng tác mới có tên "Freeze Out", sau này trở thành "Visions of Johanna", song Dylan thấy không thỏa mãn với bản thu đó. Một trong những bản thu của ngày 30 tháng 11 này đã được cho vào trong ấn phẩm The Bootleg Series Vol. 7: No Direction Home: The Soundtrack vào năm 2005. Cũng tại buổi thu này, họ hoàn thiện "Can You Please Crawl Out Your Window?" và ca khúc được ra mắt dưới dạng đĩa đơn vào tháng 12 với vị trí cao nhất là 89 tại Mỹ.
Dylan mất toàn bộ tháng 12 ở California với một tá buổi diễn cùng ban nhạc của mình, rồi tới tận tuần thứ ba của tháng 1 anh mới cho phép mình nghỉ ngơi khi con trai Jesse ra đời. Ngày 21 tháng 1 năm 1966, anh trở lại phòng thu với một ca khúc rất dài "She's Your Lover Now" chơi bởi The Hawks (lần này là Sandy Konikoff chơi trống). Thất vọng sau 19 bản thu, rốt cục anh không có được một ca khúc hoàn chỉnh. Dylan không bao giờ thâu lại ca khúc này nữa, song duy nhất một bản thu tương đối của nó được biết tới qua ấn phẩm The Bootleg Series Volumes 1–3 (Rare & Unreleased) 1961–1991 sau đó tận 25 năm (cho dù quá trình thu đã phải dừng lại ngay ở đoạn vào cuối cùng, Columbia vẫn phát hành nó như một bản thu hoàn chỉnh).
Cũng tại thời điểm này, Dylan bắt đầu thấy chán nản với việc làm việc với The Hawks ở phòng thu. Anh tiếp tục thu âm ngày 25 tháng 1 với Bobby Gregg chơi trống, Rick Danko (hoặc Bill Lee) chơi bass, Robbie Robertson guitar, Paul Griffin piano, và Al Kooper organ. Mục tiêu của họ là 2 ca khúc: "Leopard-Skin Pill-Box Hat" và "One of Us Must Know (Sooner or Later)". Dylan cảm thấy thỏa mãn với "One of Us Must Know" và bản thu ngày 25 này được phát hành dưới dạng đĩa đơn rồi được chọn làm ca khúc cho album.
Ngày 27 tháng 1, họ lại tiếp tục, song lần này chỉ có tay guitar Robbie Robertson, tay bass Rick Danko, Al Kooper và tay trống Bobby Gregg. Họ cùng thu âm lại "Leopard-Skin Pill-Box Hat" và "One of Us Must Know", song Dylan cảm thấy các bản thu không đạt yêu cầu. Cũng tại buổi thu này, Dylan đã thử chơi ca khúc "I'll Keep It With Mine", một sáng tác mà anh đã từng ghi âm trước đó 2 lần bản demo. Người viết tiểu sử cho Dylan, Clinton Heylin, có nói lướt qua rằng lúc đó các nghệ sĩ đã có một chút căng thẳng. Buổi thu này được phát hành vào năm 1991 trong ấn phẩm The Bootleg Series Volumes 1–3.
Những yêu cầu về chất liệu mới cũng như tiến độ thu âm quá chậm chạp buộc Dylan phải hủy 3 buổi thâu đã được định sẵn. 6 tuần sau, anh tâm sự với nhà phê bình Robert Shelton: "Tôi rất chán. Mất tận 10 buổi thu vậy mà tôi không có nổi 1 ca khúc ra hồn... Đó là vì ban nhạc. Anh thấy đấy, tôi biết điều đó chứ. Nhưng tôi không muốn nghĩ như vậy."

### Chuyển tới Nashville
Biết rõ Dylan không hài lòng với quá trình thu âm, nhà sản xuất Bob Johnston gợi ý anh rời toàn bộ ê-kíp tới Nashville. Đây vốn là nơi Johnston sống và ông có nhiều kinh nghiệm với việc cộng tác với các nghệ sĩ tại đây. Ông nhớ lại cách mà quản lý của Dylan, Albert Grossman, bác bỏ ý định này: "Grossman tới gặp tôi và nói ngắn gọn "Nếu anh nghĩ rằng Dylan cần tới Nashville thì tốt nhất anh nên biến đi". Tôi giật mình hỏi "Anh nói sao?", và anh ta trả lời "Anh nghe rồi đấy, chúng ta phải làm việc ở đây."" Sau những tranh luận với Grossman, Dylan cuối cùng đồng ý với gợi ý của Johnston, và mọi công đoạn chuẩn bị cho việc ghi âm thì được thực hiện ở Studio A của Columbia ở vùng Music Row của Nashville vào tháng 2 năm 1966.
Ngoài Kooper và Robertson được Dylan mang theo chuyến đi, Johnston tuyển thêm nhạc công harmonica Charlie McCoy, tay guitar Wayne Moss, tay bass Joe South, và tay trống Kenny Buttrey. Theo đề nghị của Dylan, Johnston bỏ việc chia phòng giữa các nghệ sĩ để tạo một "không gian của một khối thống nhất". Buttrey vẫn nhớ thứ âm thanh đặc biệt của album bởi việc sắp xếp tạo phòng thu của Johnston "như kiểu đang chơi trên sân khấu chứ không phải là trong một căn phòng lớn cách đó tận 19 dặm". Hơn nữa, Dylan mang cả piano vào trong căn phòng khách sạn ở Nashville để Kooper có thể giúp anh trong quá trình viết nhạc. Kooper chính là người chuẩn cao độ cho các nhạc công khác trước khi Dylan bắt đầu mỗi buổi thu.
Buổi thu đầu tiên diễn ra vào ngày 14 tháng 2 và Dylan đã có trong tay bản thu hoàn chỉnh của "Visions of Johanna" – ca khúc mà anh không thể có được bản ưng ý khi ở New York. Cùng hôm đó, anh cũng thu "4th Time Around" (được cho vào album) và "Leopard-Skin Pill-Box Hat" (không được cho vào album).
Ngày 15, buổi thu bắt đầu từ 6 giờ tối, song Dylan chỉ ngồi trong phòng để tìm ca từ, trong khi các nghệ sĩ khác chơi bài, nằm nghỉ và nói chuyện. Vào lúc 4 giờ sáng ngày hôm sau, Dylan gọi tất cả lại để thống nhất về cấu trúc của các ca khúc. Khi Dylan đã cảm thấy đủ rõ ràng và các nhạc công cũng cảm nhận được, họ đã thu âm ca khúc nổi tiếng "Sad Eyed Lady of the Lowlands". Buttrey nhớ lại "Nếu bạn để ý kỹ bản thu, đoạn sau điệp khúc thứ hai như một thứ càng lúc càng điên rồ, và mọi người vẫn không dừng lại vì chúng tôi nghĩ đây có lẽ là đoạn điệp khúc cuối cùng mà chúng tôi có thể thực hiện, vậy nên chúng tôi cố ném hết tất cả những gì có thể vào. Thế là anh ấy liền chơi solo với harmonica và quay lại với một đoạn vào khác và thứ nhiệt huyết ấy khiến đoạn vào này có một cảm giác rất khác... Sau khoảng 10' với đoạn điên rồ ấy, chúng tôi nhìn lại mỗi người, và nhìn lại thứ vừa thực hiện. Ý tôi là chúng tôi đã lên đồng ít nhất trong suốt 5'. Vậy chúng tôi sẽ tiếp tục như thế nào từ đây?" Ca khúc kéo dài tổng cộng 11 phút 23 giây và chiếm trọn vẹn luôn mặt D của album.
Buổi thu tiếp theo diễn ra ngay sau đó, Dylan đã giành cả buổi chiều để viết lời, và tới đầu ngày 17, tất cả cùng thu âm ca khúc "Stuck Inside of Mobile with the Memphis Blues Again". Sau rất nhiều lần chỉnh sửa cũng như vào nhịp lỗi, bản thu thứ 14 cuối cùng được chọn để cho vào album.

### Đợt thu thứ 2 tại Nashville
Hầu hết những tài liệu về thu âm của Blonde on Blonde, trong đó có của 2 người bạn thân của Dylan là Clinton Heylin và Michael Gray, đều đồng tình rằng có 2 đợt thu âm tách biệt: đợt thứ nhất là từ 14-17 tháng 2, còn đợt sau là từ 8-10 tháng 3 năm 1966. Quá trình này dựa trên những ghi chép và tài liệu của Columbia Records.
Dylan cùng The Hawks cùng nhau trình diễn tại Ottawa, Montreal, và Philadelphia rải rác trong những tháng 2 và 3, vậy nên Dylan chỉ có thể trở lại Nashville thu âm vào ngày mùng 8. Ngày hôm đó, anh đã thu ca khúc "Absolutely Sweet Marie" mà sau đó đã được cho vào album. Cây viết Sean Wilentz nhận xét "Với "Absolutely Sweet Marie", Blonde on Blonde đã chính thức mang tính rock and roll." Ngày mùng 9, họ đã có bản thu lại hoàn hảo cho "Just Like a Woman", rồi sau đó là "Pledging My Time" được "dẫn bởi tiếng guitar điên rồ của Robertson".
Cũng theo Wilentz, buổi thu cuối cùng của Dylan kéo dài tới 13 giờ. Ca khúc đầu tiên được tiến hành là "Most Likely You Go Your Way (And I'll Go Mine)" khi McCoy cố gắng chơi lại trumpet trong khi Dylan thì lại chơi harmonica, điều đó làm thay đổi hoàn toàn âm thanh trước đó của ca khúc. Sau đó, họ nhanh chóng hoàn thành "Temporary Like Achilles". Tới nửa đêm, mọi người đều "cảm thấy choáng váng" khi Dylan bắt đầu chơi nháp ca khúc "Rainy Day Women #12 & 35" trên piano. Johnston nhớ lại "Thứ âm thanh đó nghe như kiểu Cứu Thế Quân vậy." Dylan hỏi "Thế anh có chọn bài này không?" và liền đó Johnston gọi điện cho tay trombone Wayne Butler – nghệ sĩ hợp đồng duy nhất tham gia cùng Dylan và ban nhạc – và McCoy chơi trumpet để thể hiện đoạn cao trào của ca khúc.
Ca khúc được hoàn thiện dễ dàng và Dylan liền thu tiếp "Obviously 5 Believers", tiếp đó là bản thu cuối cùng cho ca khúc "Leopard-Skin Pill-Box Hat" với Robertson đánh lead. Buổi thu kết thúc với ca khúc "I Want You", mà Wilentz ghi lại là "một biến tấu từ 16 nốt nhạc của Wayne Moss với guitar" – một ca khúc vô cùng ấn tượng của buổi thu.
Tranh cãi về các đợt thu âm ở Nashville
Al Kooper, người chơi keyboard trong tất cả các ca khúc của album, đã nói một câu chuyện hoàn toàn trái ngược về 2 đợt thu ở Nashville. Trong một đoạn bình luận tại website của Michael Gray, Kooper viết: "Chỉ có duy nhất MỘT chuyến đi tới Nashville có Robbie & tôi, và TẤT CẢ CÁC CA KHÚC đều được thực hiện trong chuyến đi đó." Charlie McCoy cũng ủng hộ lời khẳng định của Kooper. Trong cuốn sách Bob Dylan In America của mình, Wilentz viết "tài liệu xác đáng nhất có lẽ là việc nhìn vào lịch diễn của Dylan. Sẽ rất hợp lý khi nói rằng có từ 5 tới 8 ca khúc đã được thu sau "Memphis Blues Again", nhưng không có một ca khúc nào trong số đó lại có thể được thu sớm hơn cả, kể cả đoạn chuyển giọng của ca khúc trên – bước đột phá lớn đầu tiên trong cấu trúc thông thường của Dylan trong vai trò nhạc sĩ."

### Quá trình chỉnh âm và tiêu đề

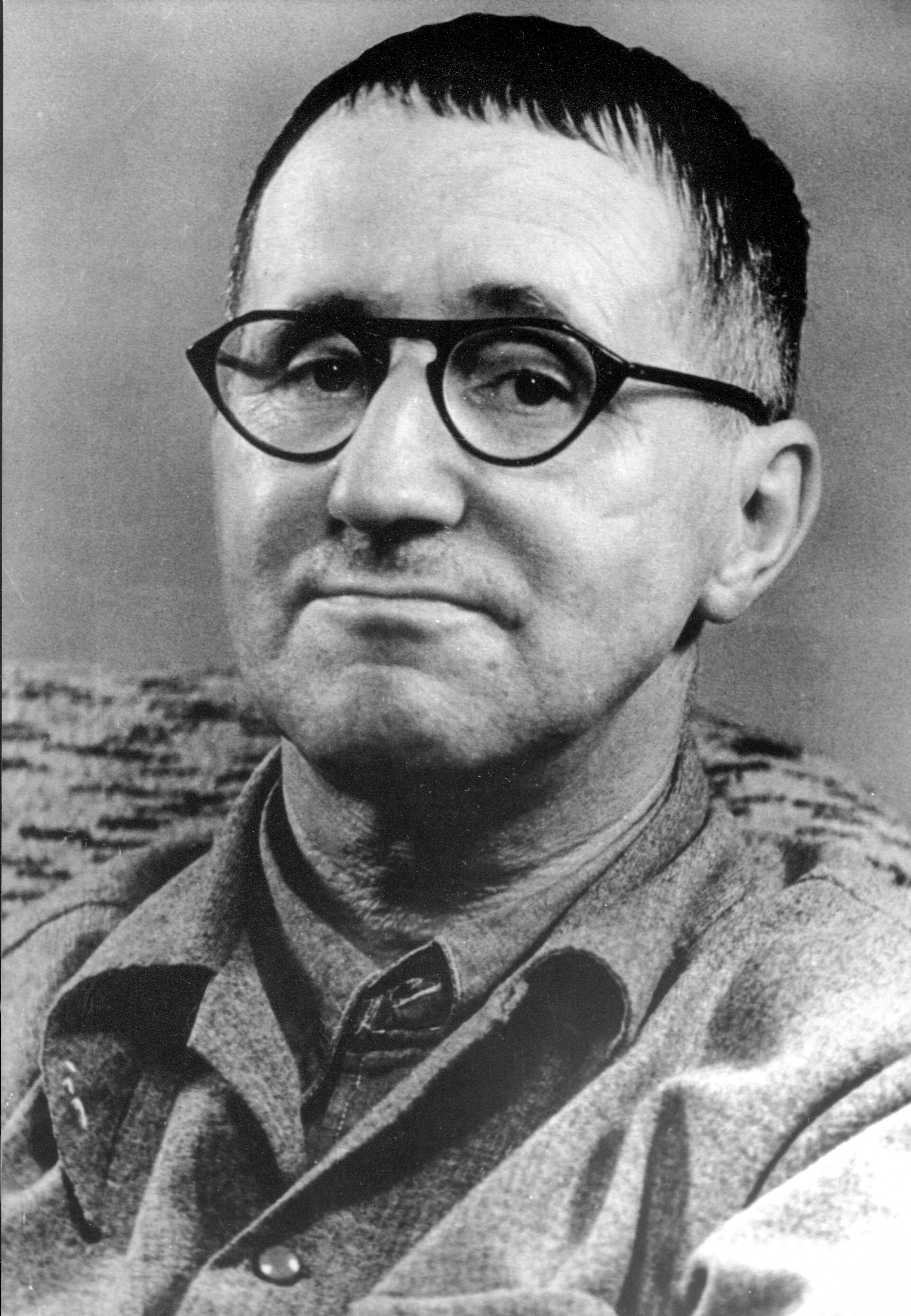
Bertolt Brecht

Dylan bắt đầu chỉnh âm tại Los Angeles vào đầu tháng 4, trước khi anh bay sang Úc để mở màn tour diễn vòng quanh thế giới vào năm 1966 của mình. Wilentz viết rằng vào lúc đó, Dylan nhận thấy rằng "sự dồi dào từ chuyến đi Nashville không cho phép anh thực hiện một bản LP đơn", và họ đã phải "sản xuất với số lượng lớn sản phẩm nhằm có được một album-kép, thứ ấn bản lần đầu tiên xuất hiện trong thị trường âm nhạc vào thời điểm đó". Theo nhà sản xuất Steve Berkowitz, người đã thực hiện bản tái bản dưới dạng mono nằm trong The Original Mono Recordings vào năm 2012, Johnston đã yêu cầu mọi người cần chú ý tới phần chỉnh mono tới mức nó sẽ tốn tới 3-4 ngày, trong khi phần chỉnh stereo chỉ tốn khoảng 4 giờ.
Al Kooper nhớ lại rằng cả tiêu đề album lẫn các ca khúc đều tới trong quá trình chỉnh âm. "Khi chúng tôi bắt đầu chỉnh âm, tất cả ngồi cạnh nhau và Johston tới rồi hỏi "Chúng ta sẽ gọi chúng là gì?", và [Bob] trả lời rằng anh chưa có ý gì cả... Chính cái công việc tự do và ngớ ngẩn đó, tôi chắc chắn vậy, đã góp một vai trò rất quan trọng." Một người viết sử khác của Dylan, Oliver Trager, có nói rằng Dylan đã định chọn tên ban đầu cho album là Brecht on Brecht, khi phần nền sản xuất cũng như cảm hứng viết nhạc của anh bị ảnh hưởng nhiều bởi đạo diễn người Đức, Bertolt Brecht. Dylan cũng đã từng nói về nhan đề album: "Thực tế tôi cũng không nhớ chính xác rằng nó đã tới như thế nào, nhưng tôi biết chắc đó là số mệnh... Tôi không nhớ ai đã nói về nó, song chắc chắn đó không phải là tôi."

## Các ca khúc trong album
"Rainy Day Women No. 12 & 35"
Theo Andy Gill, với ý tưởng ban đầu thực hiện một album "như một đoạn băng lỗi nhịp... bởi những kẻ mất trí khi hút thuốc phiện", Dylan đã tạo ra cú sốc lớn nhất với giới hâm mộ nhạc folk. Những cách chơi chữ được tập trung để hòa lẫn sự ngược đãi hoang tưởng với "những thứ lộn xộn của chủ nghĩa khoái lạc phóng túng". Heylin nhấn mạnh rằng những đoạn trích từ Cựu Ước được chú ý xây dựng theo giai điệu của Cứu Thế Quân thực sự nghe rất vui. Tiêu đề bí ẩn của ca khúc, theo Heylin, tới từ việc Dylan hiểu rõ liệu một ca khúc mang tên "Ai cũng bị ném đá" có thể tồn tại trên sóng phát thanh không. Heylin liền liên tưởng tiêu đề ca khúc này với Sách Châm Ngôn, chương 27, đoạn 15: "Một giọt mưa đang rơi khi trời mưa và một người đàn bà sách nhiễu là những điều hoàn toàn giống nhau". Đĩa đơn được phát hành vào ngày 22 tháng 3 năm 1966, đạt vị trí số 2 tại Billboard Singles Chart và số 7 tại Anh.
"Pledging My Time"
Tiếp sau những cảm hứng tuyệt vời từ "Rainy Day Women", ca khúc có ảnh hưởng từ nhạc Chicago blues, "Pledging My Time", lại mang một màu tối cho cả album. Nó bám theo âm hưởng của khá nhiều ca khúc blues truyền thống khác, điển hình là "It Hurts Me Too" của Elmore James. Theo nhà phê bình Michael Gray, câu hát "Somebody got lucky but it was an accident" lấy cảm hứng từ "Some joker got lucky, stole her back again" từ ca khúc "Come On in My Kitchen" của Robert Johnson – một ca khúc vốn đã được viết theo bản thu năm 1931 "Devil Got My Woman" của Skip James. Gray nhấn mạnh rằng "điểm sáng của giai điệu" cũng được lấy cảm hứng từ giai điệu của "Sitting on Top of the World" được thu bởi Mississippi Sheiks vào năm 1930. 2 câu kết của mỗi đoạn nhạc đã hoàn thiện chủ đề: một lời hứa với chàng trai trong hi vọng rằng cô gái "cũng sẽ hiểu". Ngoài giọng của Dylan và tiếng harmonica, ca khúc còn được dẫn bởi tiếng guitar của Robbie Robertson, tiếng piano của Hargus "Pig" Robbins và tiếng trống của Ken Buttrey. "Pledging My Time" được chọn làm mặt B cho đĩa đơn "Rainy Day Women #12 & 35" phát hành vào tháng 3.
"Visions of Johanna"
Được đánh giá như một trong những sáng tác hay nhất của sự nghiệp Dylan, "Visions of Johanna" thực tế gặp rất nhiều khó khăn trong quá trình thu âm. Heylin viết rằng ca khúc ra đời vào khoảng mùa thu năm 1965, khi Dylan đang sống ở khách sạn Chelsea cùng người vợ đang mang bầu của mình, Sara. Tới phòng thu của mình tại New York, anh phát biểu về ca khúc mình mới viết: "Cái này sẽ trở thành 'Freeze Out'." Gill cho rằng tiêu đề có "không khí của một buổi tối đầy gián đoạn khi mà từng nét vẽ được phác thảo... với đầy tiếng nói thầm và thỏ thẻ". Wilentz bổ sung rằng Dylan đã chỉ dẫn cho các nhạc công chơi lại tới 14 lần nhằm thể hiện tối đa những gì mà anh muốn viết "đây không phải là hard rock. Thứ duy nhất hard ở đây chỉ có thể là Robbie." Wilentz cũng nói, rằng vì Dylan luôn cố làm nhẹ dần từng yếu tố một, nên càng ngày anh càng tiệm cận dễ dàng tới âm hưởng chung của cả album.
Chỉ đúng 10 tuần sau, "Visions of Johanna" được mang tới phòng thu ở Nashville. Kooper nói rằng anh và Robertson lúc đó đều đã trở nên thành thục với sự thay đổi ở chất giọng của Dylan cùng với phần chơi của Joe South với "tiếng bass xuất sắc đầy rộn ràng... nhịp nhàng". Gill bình luận rằng ca khúc nói về 2 người tình đối lập, giữa một gã Louise tầm thường với một Johanna "rất nội tâm và hoàn hảo". Theo Gill, ca khúc được viết nhằm giải thích người nghệ sĩ luôn phải cố gắng phấn đấu như thế nào để có thể theo đuổi những mục đích rất khó đạt tới của sự hoàn mỹ. Theo Heylin, thành công của ca khúc này "là ở chỗ Dylan đã biết viết những cảm xúc lộn xộn theo một cách sống động và gần gũi".
"One of Us Must Know (Sooner or Later)"
Khi Dylan tới phòng thu vào ngày 25 tháng 1 năm 1966, anh chưa có chút gì về nhan đề và ca từ cho bài hát kết thúc mặt A này. Với việc phân đoạn của Dylan, đoạn điệp khúc chỉ đem đến tiêu đề cho bài hát vào lần thu thứ 5, và buổi thu thì kéo dài cả đêm cho tới tận sáng ngày hôm sau. Tuy nhiên, phải đến tận lần thu thứ 18 tất cả mới có được bản hoàn chỉnh của ca khúc. Lần thu lại cuối cùng – thứ 19 – sau đó trở thành bản thu được cho vào album 4 tháng sau. Nhà phê bình Jonathan Singer đánh giá cao tiếng piano của Griffin đã giúp giai điệu trở nên vô cùng chặt chẽ: "Tới đoạn điệp khúc, Griffin đã làm bật lên mọi hòa âm; cách chơi keyboard của anh ấy, một chút Gershwin và một chút phúc âm, thực sự đầy đặn. Ngay tiếp sau, anh đã khéo léo gài đoạn điệp khúc với đoạn vào, và từ đó giúp ca khúc không còn một chút gượng gạo nào."
"One of Us Must Know" là một lời tự sự rất mộc mạc về một mối quan hệ tan vỡ. Mổ xẻ những sai lầm, người kể chuyện đã nói một cách khá dè dặt qua lời tâm sự về người yêu cũ. Theo đúng như lời chàng trai nói trong đoạn vào đầu tiên, có vẻ như anh đã không thể nắm bắt mọi chuyện và cả hạn chế những lỗi lầm ("I didn't mean to treat you so bad. You don't have to take it so personal. I didn't mean to make you so sad. You just happened to be there, that's all."). "One of Us Must Know" chính là ca khúc đầu tiên được hoàn chỉnh trong Blonde on Blonde và là ca khúc duy nhất được thu ở New York được chọn vào album. Đây cũng chính là đĩa đơn đầu tiên của album, được phát hành vào ngày 14 tháng 2 – ngày đầu tiên mà Dylan bắt đầu các buổi thu ở Nashville. Tuy nhiên, ca khúc không được xếp hạng tại Mỹ và chỉ có vị trí số 33 tại Anh.
"I Want You"
Andy Giles cho rằng ca khúc này đã cho thấy những đoạn rất gắt khi chuyển tông ở đoạn điệp khúc, câu hát lặp lại "I Want You", và sự góp mặt kỳ lạ của rất nhiều nhân vật "quá nhiều điều bất thường cho một ca khúc chỉ vẻn vẹn 3 phút", bao gồm cả một kẻ sát nhân, một gã học gạo chơi organ, những người cha sướt mướt, những người mẹ, những vị cứu tinh ngủ quên, Queen of Spades, và cả "đứa trẻ nhảy múa trong bộ quần áo Trung Hoa". Phân tích sự thay đổi của ca từ, Wilentz cho rằng có rất nhiều sai lầm trong việc hiểu "về việc đại biểu hỏi anh ta về tên của mình... đoạn về người cha tới ôm một đứa nhóc vì con gái ông nghĩ rằng đó không phải là anh trai mình". Cuối cùng thì Dylan cũng đã có được cách diễn đạt như mong muốn.
Heylin nhấn mạnh vào cách trả lời vô cùng ấn tượng của Dylan vào năm 1966: "Đó không phải việc tìm những từ ngữ đẹp cho giai điệu, hay là việc đưa giai điệu vào ca từ... Nhạc và lời – tôi đều có thể cảm thấy chúng mỗi khi tôi thực sự muốn nói về một điều gì đó." Al Kooper cho biết trong tất cả những ca khúc mà Dylan viết khi ở khách sạn, đây là ca khúc mà anh thực sự yêu thích, vậy nên Dylan quyết định hoãn nó tới tận cuối cùng của đợt thu ở Nashville "để khiến anh ta (Kooper) phát cáu". Ca khúc được phát hành dưới dạng đĩa đơn vào tháng 6 năm 1966, chỉ ngay trước ngày phát hành của Blonde on Blonde và đạt thứ hạng 20 tại Mỹ và 16 tại Anh.
"Stuck Inside of Mobile with the Memphis Blues Again"
Là ca khúc thứ 3 được thu tại Nashville, đây là một ví dụ khác của việc lẫn lộn giữa việc viết và thu âm ngay tại phòng thu. Wilentz đã nói đó là một bản viết rời rạc giữa những đoạn gõ máy và những đoạn viết tay "bắt đầu từ "honey but it’s just too hard" (câu hát được biết từ đợt thu ở New York với The Hawks). Từ đó ca từ là một sự pha trộn và đứt đoạn của hình ảnh và ngữ nghĩa ("người đời trở nên xấu xí hơn", "Banjo Eyes", "anh ta mang một khẩu 22 song chỉ có đúng một viên đạn") và với cả chính Dylan trước đó, giữa quá trình xây dựng ý tưởng, cũng đã có cả câu "Oh MAMA you’re here IN MOBILE ALABAMA with the Memphis blues again"."
Tại phòng thu, ca khúc này đã được thu rất nhiều lần với nhiều dị bản. Heylin viết "Vấn đề là ở hòa âm chứ không phải ở ca từ, điều đó buộc các nghệ sĩ phải tốn thêm một vài giờ." Tại bản thu thứ 5 (sau này được biết qua No Direction Home Soundtrack), Dylan hát vấp ở cụm từ "Stuck inside of Mobile" trong đoạn vào thứ 4 và anh không thu tiếp nữa. Bài hát bao gồm một trong những quan điểm sống thường thấy ở Dylan: "Your debutante just knows what you need/ But I know what you want" và cả "Here I sit so patiently/ Waiting to find out what price/ You have to pay to get out of/ Going through all these things twice".
"Leopard-Skin Pill-Box Hat"
"Leopard-Skin Pill-Box Hat" là những lời mỉa mai về chủ nghĩa duy vật, thời trang và cả lòng tham. Được thể hiện theo phong cách Chicago blues, ca khúc này lấy chút lời từ "Automobile (Blues)" của Lightnin' Hopkins. Paul Williams viết về thái độ dè bỉu phụ nữ "không quá nghiêm trọng khi ta biết rằng sự ghen tức tức thời mới là cảm xúc thực sự". Theo những gì ca khúc được viết, người kể chuyện quan sát người yêu cũ của mình thay đổi với chiếc "mũ da báo mới" ("brand new leopard-skin pill-box hat"), tới mức phải tìm bác sĩ cho cô và rình mò cô làm tình với người yêu mới của mình bởi vì "quên đóng cửa garage" ("forgot to close the garage door"). Ở những câu cuối cùng, anh ta cho rằng gã người yêu mới kia thực sự yêu cô vì chiếc mũ mới đó.
Ca khúc này được thu 6 lần tại New York, 13 lần ở Nashville, và lần sau cùng ngày 10 tháng 3 được chọn vào trong album. Dylan, với lần hiếm hoi phụ trách lead guitar, mở đầu ca khúc với đoạn lead cuốn hút (tai phải ở bản stereo); còn Robertson chơi solo trong đoạn sau đó (tai trái của bản stereo). Một năm sau buổi thu đó, "Leopard-Skin Pill-Box Hat" trở thành đĩa đơn thứ năm của album, đạt vị trí số 81 tại Billboard Hot 100.
"Just Like a Woman"
Theo phân tích của Wilentz qua những bản thu, Dylan đã đưa vào một trong số những ca khúc nổi tiếng nhất sau này của mình, cách hát "phân tách từng dòng và sự một-chút-khó-hiểu" với những bản thu đầu tiên. Tuy nhiên, ông không chắc rằng nhân vật được miêu tả trong ca khúc là một người "giống như phụ nữ" thông qua những từ như "lắc", "lay động" và "mắc sai lầm". Sự khám phá những đặc tính nữ và tính dễ tổn thương này ở họ bị đồn – "rằng ít nhất không phải ảnh hưởng từ nhóm The Factory của Andy Warhol" – là để miêu tả Edie Sedgwick. Những câu hát nói về Baby với các từ ngữ "khói thuốc, amphetamine và ngọc trai" ("fog... amphetamine and... pearls") được Heylin cho là miêu tả Sedgwick hoặc một ai đó tương tự trong nhóm.
Về phần ca từ, nhà phê bình Christopher Ricks phát hiện ra "những manh nha về sự cô lập của xã hội" trong câu "I was hungry and it was your world". Khi được hỏi về việc cách miêu tả và quan điểm về phụ nữ của Dylan mang nhiều ý nghĩa cực đoan, Ricks đã hỏi ngược lại "Đó liệu có phải là một thứ nghệ thuật mới để nói về người đàn ông và người đàn bà hay không, khi mà chưa có một lời phê phán nào được đưa ra?" Ca khúc đạt vị trí số 33 tại Mỹ.
"Most Likely You Go Your Way (And I'll Go Mine)"
Là một ca khúc nhạc blues tươi sáng, "Most Likely You Go Your Way (And I'll Go Mine)" là một trong những ca khúc không có hàm ý sâu sa mà Dylan viết trong giai đoạn 1965-1966. Người kể chuyện nói về việc anh thực sự mệt mỏi khi phải quá quan tâm với người mình yêu và quyết định bỏ mặc cô. Cũng như trong "Just Like a Woman" và "Absolutely Sweet Marie", Dylan cũng đợi tới khi kết thúc của mỗi đoạn vào để kết, ở dòng cuối cùng, bằng nhan đề của ca khúc. "Most Likely You Go Your Way" trở thành đĩa đơn sau đó vào tháng 3 năm 1967 và nằm ở mặt B của "Leopard-Skin Pill-Box Hat".
"Temporary Like Achilles"
Bản nhạc blues tiết tấu chậm rãi này được tô điểm bởi "tiếng piano đậm chất barrelhouse"" của Hargus "Pig" Robbins và cả "tiếng harmonica khò khè" của Dylan. Trong ca khúc này, người kể chuyện bị cự tuyệt bởi người mình yêu, người cũng vừa mới chia tay người bạn trai của mình. Gọi đối thủ của mình là "Achilles", người kể chuyện ngờ rằng kẻ theo đuổi cô sau đó cũng sẽ bị phũ nhanh như chính anh vậy. Đoạn điệp khúc là một cách đọc-đè-kép mà Dylan đã thể hiện thành công với việc lặp lại nhiều câu hát "Honey, why are you so hard?".
"Absolutely Sweet Marie"
Ca khúc được miêu tả như "một kiểu blues tân tiến song đậm chất Memphis", ví dụ tiêu biểu cho một "kiểu pop giàu cảm hứng với giai điệu súc tích", được thu âm qua bốn bản vào ngày 7 tháng 3 năm 1966. Gill đánh giá ca từ như một chuỗi ẩn dụ tình dục, trong đó có cả "beating on my trumpet" và "những chìa khóa để mở cửa", là những quan điểm truyền thống từ nhạc blues. Kể cả vậy, ca khúc này vẫn thể hiện "một trong những quan điểm sống thường thấy ở Dylan" với ý nghĩ cho rằng "bạn cần phải thành thật nếu muốn sống ngoài vòng pháp luật" – quan điểm lớn nhất được hưởng ứng bởi những người bohemia và phong trào phản văn hóa những năm 60.
"4th Time Around"
Khi The Beatles phát hành album thứ sáu của họ, Rubber Soul vào tháng 12 năm 1965, ca khúc "Norwegian Wood" của John Lennon đã gây được rất nhiều chú ý từ giới phê bình bởi ảnh hưởng vô cùng rõ rệt từ âm nhạc của Dylan. Âm hưởng của Dylan thể hiện rõ ràng trong cấu trúc của ca khúc, ở nhịp 3/4, cách chọn tông cũng như chuyển nhịp, song được thể hiện qua cách nhìn tiêu cực hơn của Lennon. Wilentz miêu tả "4th Time Around" là một ca khúc "mà Dylan bị ảnh hưởng từ Lennon, người trước đó đã bị ảnh hưởng từ chính Dylan".
"Obviously 5 Believers"
"Obviously 5 Believers", ca khúc áp chót của Blonde on Blonde, là một bản tình ca theo phong cách roadhouse blues có giai điệu tương đồng với "Me and My Chauffeur Blues" của Memphis Minnie. Robert Shelton cho là "ca khúc mang chất R&B nhất của album". Được thu vào buổi sớm ngày 9 và 10 tháng 3 ở Nashville dưới tên "Black Dog Blues", bài hát được dẫn bởi tiếng guitar của Robbie Robertson, tiếng harmonica của Charlie McCoy và Ken Buttrey chơi trống. Sau những bản thu nháp ban đầu, Dylan than phiền với ban nhạc rằng ca khúc này "quá đơn giản", vậy nên anh không muốn mất thời gian với nó. Sau chỉ đúng 4 lần thu, ca khúc đã được hoàn thiện.
"Sad Eyed Lady of the Lowlands"
Được viết trong khoảng 8 giờ tại phòng thu CBS ở Nashville vào buổi tối ngày 15-16 tháng 2, "Sad Eyed Lady" chiếm trọn vẹn mặt D của Blonde on Blonde. Nhiều nhà phê bình viết rằng "Lowlands" là nhằm nói tới "Lownds", và người viết sử của Dylan, Robert Shelton, cho rằng đó là ca khúc mừng đám cưới gửi tặng Sara Lownds – người vợ mà Dylan vừa mới kết hôn trước đó chỉ 3 tháng. Trong ca khúc tri ân với cô – "Sara" – được viết vào năm 1975, chính Dylan cũng đã thừa nhận "up for days in the Chelsea Hotel/ Writin’ 'Sad-Eyed Lady of the Lowlands' for you".
Khi Dylan cho Shelton nghe ca khúc này, anh đã tự hào "Đây là ca khúc tốt nhất tôi từng viết". Cũng vào lúc đó, Dylan cũng cho nhà báo Jules Siegel nghe thử, "Hãy cứ thử đi! Đây chỉ là một giai điệu trong lễ hội hóa trang tôn giáo thôi!" Tuy nhiên, tới năm 1969, Dylan có trả lời phỏng vấn với tổng biên tập tờ Rolling Stone, Jann Wenner: "Tôi ngồi ở bàn và bắt đầu viết... Và rồi tôi bị cuốn theo cái đống đó... Tôi bắt đầu viết và không thể dừng lại được. Sau lúc đó, tôi hoàn toàn quên những gì tôi đã làm, và tôi buộc phải cố gắng định thần lại [cười]."
Được nhiều thính giả coi như thánh ca cho những người phụ nữ ở thế giới khác, Shelton viết "những đau đớn khi sinh của cô ấy là cả sự chịu đựng, thậm chí đó là một sức mạnh tinh thần, một khao khát tái sinh. Đó là Dylan ở khoảnh khắc lãng mạn nhất." Wilentz cho rằng cách viết của Dylan đã thay đổi theo từng ngày khi anh đã có ngày một nhiều câu hỏi và tự xoay xở câu trả lời. Cũng như ca khúc "The Tyger" của William Blake, Dylan cũng đã tự đặt vô số câu hỏi qua "Sad Eyed Lady" song lại chưa từng tìm kiếm những câu trả lời.

### Các ca khúc khác không nằm trong album
Tất cả những ca khúc sau đều được thu trong quá trình thực hiện Blonde on Blonde.
| Ca khúc                  | Thực trạng                                                                     |
| ------------------------ | ------------------------------------------------------------------------------ |
| "I'll Keep It with Mine" | Xuất hiện trong The Bootleg Series Volumes 1–3 (Rare & Unreleased) 1961–1991   |
| "I Wanna Be Your Lover"  | Xuất hiện trong Biograph                                                       |
| "Jet Pilot"              | Xuất hiện trong Biograph                                                       |
| "Medicine Show"          | Xuất hiện trong Highway 61 Interactive CD-ROM                                  |
| "Number One"             | Ca khúc không được phát hành song được công nhận bản quyền từ tháng 7 năm 1971 |
| "She's Your Lover Now"   | Xuất hiện trong The Bootleg Series Volumes 1–3                                 |

## Bìa đĩa

Bìa đầy đủ mặt trước và mặt sau của Blonde on Blonde

Phần bìa của Blonde on Blonde là một bức ảnh cỡ 12x12 inch chụp chân dung khá cận mặt của Dylan. Phần bìa rộng của album này là một bức ảnh lớn cỡ 12x26 inch chụp người nghệ sĩ tới 3/4 thân. Tên của album cũng như của Dylan chỉ được xuất hiện ở phần gáy. Các miếng dán chỉ nằm trong 2 đĩa đơn "I Want You" và "Rainy Day Women #12 & 35".
Phần bìa chụp Dylan đứng bên một bức tường gạch, mặc một chiếc áo khoác kiểu Bắc Âu với chiếc khăn quàng kẻ ca-rô đen và trắng. Anh cũng mặc chiếc áo khoác này trong 2 album tiếp theo của mình, John Wesley Harding và Nashville Skyline. Nhiếp ảnh gia Jerry Schatzberg kể lại: "Tôi thực sự muốn tìm một địa điểm đẹp ở phía bên ngoài phòng thu. Chúng tôi đi về phía Tây, ở chỗ triển lãm nghệ thuật Chelsea bây giờ. Khi đó ở đấy là quận Meatpacking và tôi rất muốn chụp ở khu đó. Trời vô cùng lạnh và ai cũng rất rét. Cái bức ảnh mà anh ấy chọn lại là một bức nhòe và bị mất nét. Dĩ nhiên, ai cũng muốn biết xem vì sao anh ấy làm vậy, và nhiều người nghĩ rằng điều đó nhằm thể hiện rõ ảnh hưởng của chất LSD. Dù sao thì điều đó cũng không quan trọng; chúng tôi đều lạnh cóng và bắt đầu rùng mình. Hiển nhiên có rất nhiều bức ảnh rõ và nét, song Dylan lại thích bức ảnh này."
Tất cả các bức ảnh gốc đen-trắng đi kèm đều được chụp bởi Schatzberg và được tự tay Dylan cho vào album. Bức ảnh chụp nữ diễn viên Claudia Cardinale trong tuyển tập của Schatzberg được cho vào album song sau đó bị loại bỏ bởi nó chưa có sự đồng ý của cô và người đại diện đã bắt đầu quá trình khởi kiện. Dylan cũng bổ sung Schatzberg trong thành phần sản xuất với bức ảnh chụp chân dung mình. Những bức ảnh này, theo Gill, "là chút thoáng qua về cuộc đời [của Dylan], trong đó có cả bức Dylan cầm một bên tay chân dung người phụ nữ, còn bên tay còn lại là một cây kìm: họ muốn nhấn mạnh về việc album mang tính tránh thể hiện sự xa hoa."

## Phát hành
Ngày phát hành của Blonde on Blonde thực sự chưa có tài liệu chắc chắn, song ngày 16 tháng 5 năm 1966 được công nhận rộng rãi là ngày phát hành chính thức của album. Tuy nhiên, Michael Gray – tác giả cuốn tiểu sử The Bob Dylan Encyclopedia – lại không công nhận điều này. Ông cho rằng sớm nhất album chỉ có thể được phát hành vào cuối tháng 6 đầu tháng 7 cùng năm, qua những đánh giá tại Billboard, cùng đó là những thông tin quảng cáo của Columbia vào ngày 25 tháng 6, ghi album như "bản LP mới" vào ngày 9 tháng 7 và sau đó là những bài báo đánh giá đầu tiên được phát hành vào ngày 16 tháng 7. Album xuất hiện trên Billboard 200 kể từ ngày 23 tháng 7, 6 ngày sau tai nạn xe máy của Dylan ở Woodstock buộc anh không thể tiếp xúc với công chúng. Clinton Heylin cho rằng đầu tháng 7 có thể là ngày phát hành chính thức của album vì bản ghi đè của "4th Time Around" mới chỉ được thực hiện vào đầu tháng 6. Blonde on Blonde được coi là một trong những album-kép đầu tiên được thực hiện bởi một nghệ sĩ duy nhất.

## Danh sách ca khúc
Tất cả các ca khúc được viết bởi Bob Dylan.
Mặt A
1. "Rainy Day Women #12 & 35" – 4:36
2. "Pledging My Time" – 3:50
3. "Visions of Johanna" – 7:33
4. "One of Us Must Know (Sooner or Later)" – 4:54

Mặt B
1. "I Want You" – 3:07
2. "Stuck Inside of Mobile with the Memphis Blues Again" – 7:05
3. "Leopard-Skin Pill-Box Hat" – 3:58
4. "Just Like a Woman" – 4:52

Mặt C
1. "Most Likely You Go Your Way (And I'll Go Mine)" – 3:30
2. "Temporary Like Achilles" – 5:02
3. "Absolutely Sweet Marie" – 4:57
4. "4th Time Around" – 4:35
5. "Obviously 5 Believers" – 3:35

Mặt D
1. "Sad Eyed Lady of the Lowlands" – 11:23

## Đánh giá và tôn vinh
| Đánh giá chuyên môn  | Đánh giá chuyên môn |
| Nguồn đánh giá       | Nguồn đánh giá      |
| Nguồn                | Đánh giá            |
| -------------------- | ------------------- |
| Allmusic             | [ 105 ]             |
| BBC                  | Tích cực            |
| Entertainment Weekly | A+                  |
| Rolling Stone        | [ 114 ]             |

Blonde on Blonde đều đạt vị trí trong Top 10 tại Anh và Mỹ, và những ca khúc của album cùng với đó đã giúp Dylan trở lại các bảng xếp hạng đĩa đơn. Tới tháng 8 năm 1967, album đã có được chứng chỉ Vàng.
Khi mới phát hành, Blonde on Blonde chưa có được nhiều đánh giá tích cực như các ấn phẩm khác. Trong cuốn sách bên lề album, Paul Nelson viết: "Cái tên vô cùng đặc biệt đã nói lên được tính độc tôn cũng như cả tính hai mặt trong con người Dylan. Thứ âm nhạc ảo ảnh và cả ảo giác của Dylan – với những kẻ lang thang như những người khai phá, những gã hề như những nạn nhân hạnh phúc, nơi mà những tội ác ghê rợn nhất không tồn tại và ở đó có cả sự bất lực trong việc tự định nghĩa mình như một người nghệ sĩ trong gánh xiếc cuộc đời – luôn theo kèm những niềm căng thẳng cố hữu... Dylan cuối cùng đã HIỂU thực trạng đó, và một khi đã nắm bắt được nó, thì chẳng còn lý do gì phải tức giận, chẳng còn lý do gì phải lý luận về đạo lý nữa, chỉ còn niềm vui và lòng trắc ẩn, chỉ còn tình thương."
Nhìn chung album đều nhận được những đánh giá tích cực vào khoảng cuối năm 1966. Pete Johnson của tờ Los Angeles Times viết: "Dylan quả là một nhạc sĩ hùng hồn của những ca khúc pop và folk với những khả năng chưa từng ai có nhằm gói gọn những ý tưởng phức tạp cũng như những tư duy trừu tượng trong một vài dòng thơ với chỉ vài hình ảnh biểu trưng vô cùng bất ngờ." Cây viết của tờ Crawdaddy!, Paul Williams, đánh giá về Blonde on Blonde trong bài báo vào tháng 7 năm 1966: "Đó là một sự che giấu cảm xúc, một sản phẩm giá trị của một thứ âm nhạc tuyệt hảo cùng một thứ thơ chất lượng hơn, pha trộn, đa chiều và sẵn sàng trở thành một phần của thực tế. Đây chính là người luôn muốn nói chuyện với bạn, một thi sĩ của những năm 60 với một cây đàn điện và nhiều nốt luyến đầy màu sắc, một người với đầy sự tin tưởng có đôi mắt tia X mà bạn có thể hiểu thấu nếu bạn muốn. Tất cả những gì bạn cần làm là hãy lắng nghe."
Những gì có được với Blonde on Blonde thực sự khắc sâu vào tâm trí của Dylan. 12 năm sau ngày phát hành, Dylan hồi tưởng lại: "Những âm thanh gần sát với tâm hồn tôi nhất có lẽ chính là những gì tôi có với album Blonde on Blonde. Một sự mỏng manh, hoang dã của âm thanh. Nó như kim loại hay thứ vàng tốt, với mọi thứ mà nó có thể tự khơi gợi nên." Album này nằm trong bộ 3 album rock của Dylan vào giữa những năm 60. Janet Maslin viết: "Bộ 3 album của thời kỳ này – Bringing It All Back Home và Highway 61 Revisited phát hành năm 1965, và Blonde on Blonde năm 1966 – sử dụng những nhạc cụ điện và cách hòa âm theo phong cách rock đã thể hiện được rõ ràng sự đa dạng trong phong cách mà Dylan chưa từng thể hiện trước kia." Mike Marqusee nhấn mạnh khoảng đột phá từ cuối năm 1964 tới mùa hè năm 1966 này của Dylan, khi anh bắt đầu quá trình thực hiện bộ 3 album, như "một khối công việc với mục đích duy nhất là âm nhạc quần chúng". Còn với Patrick Humphries, "Khối công việc 14 tháng của Dylan... đứng vững trong lịch sử 30 năm của nhạc rock. Nói về giá trị, phong cách, âm hưởng và cả những thành tựu, chưa có một tuyển tập album nào có được thành công lớn như Bringing It All Back Home, Highway 61 Revisited và Blonde on Blonde."
Blonde on Blonde nhìn chung đều được xếp ở vị trí cao trong các bản danh sách cho các album vĩ đại nhất. Năm 1984, các cây bút của tờ NME đã bình chọn đây là album xuất sắc thứ hai của mọi thời đại. Cũng trong một cuộc thăm dò như vậy, album được bầu chọn ở vị trí số 16 trong "Album của Thiên niên kỷ" do HMV, Channel 4, The Guardian và Classic FM cùng hợp tác. Năm 2006, tạp chí TIME cũng đưa Blonde on Blonde vào danh sách 100 album vĩ đại nhất của họ. Năm 2003, Blonde on Blonde nằm ở vị trí số 9 trong danh sách 500 album vĩ đại nhất của Rolling Stone. Tới năm 2004, có tới 2 ca khúc của album này nằm trong danh sách 500 bài hát vĩ đại nhất cũng của cùng tạp chí trên: "Just Like a Woman" ở vị trí thứ 230 và "Visions of Johanna" số 404 (khi Rolling Stone cập nhật danh sách mới vào năm 2010, cả hai ca khúc này đều tụt hạng: "Just Like a Woman" xuống 232 và "Visions of Johanna" 413).
Nhà nghiên cứu Michael Gray viết: "Một trong những siêu kiệt tác đối với sự nghiệp của Dylan là đây... Nếu như Highway 61 Revisited đã đưa Dylan tới như một tia hóa trị, nhìn cuộc sống từ khía cạnh khác của cơn bệnh, thì Blonde on Blonde lại mang tới một cá tính khác vượt trên mọi sự hỗn loạn... Chúng ta như bị cuốn vào từng ca khúc... Cảm xúc và cả âm nhạc đề cập tới nhiều khía cạnh, ngôn ngữ và cách diễn đạt là một sự hòa hợp giữa tính bao quát và sự gần gũi." Nhà phê bình Tim Riley nhận xét: "Với một sự trừu tượng ngổn ngang theo phong cách blues kì quái, Blonde on Blonde đã khẳng định Dylan như nghệ sĩ rock người Mỹ xuất sắc nhất kể từ thời Elvis Presley."
Cây viết tiểu sử cho Dylan, Robert Shelton, coi album như "một tuyển tập ấn tượng mà trong đó hoàn thiện những bước tiến đầu tiên của Dylan đối với nhạc rock, bắt đầu với Bringing It All Back Home." Ấn tượng với những lời ca ngợi dành cho album, Shelton cho rằng Blonde on Blonde thực tế "khởi đầu bằng những lời chế nhạo và cuối cùng lại có vô vàn lời ngợi ca"; "giữa những tâm hồn đan xen với các chủ đề gói gọn trong môi trường, tình yêu, xã hội, những niềm hi vọng vô nghĩa... Đó là một sự kết hợp hoàn hảo giữa funk, chủ nghĩa blues rock ấn tượng, quan điểm về gián đoạn của Rimbaud, sự hỗn loạn, sự cô đơn, sự mất mát và cả sự 'mắc kẹt'." Còn với Mike Marqusee, Dylan đã vô cùng thành công khi thử sức cùng blues với nhiều kĩ thuật mới: "[Dylan] đã tận dụng những khả năng diễn đạt vốn có và cải tiến nó theo một cách hiện đại. "Pledging My Time" và "Obviously 5 Believers" vẫn giữ những đặc điểm của nhạc blues giống như khi Dylan lần đầu tiên biết tới nó vào giữa những năm 50 (cả hai đều bắt đầu với điệu delta theo kiểu "early in the mornin"). Mặt khác, "Visions of Johanna" hay "Memphis Blues Again" lại được thể hiện theo cách khác. Chúng là những sáng tác đầy ý dèm pha, lặp đi lặp lại, trừu tượng, thách thức những sự tối giản."
Về việc vượt qua những ranh giới văn hóa cố hữu, Al Kooper nói: "[Bob Dylan] là một gã hipster điển hình ở New York – vậy mà gã ta lại tới Nashville? Điều đó thực ra chả có ý nghĩa gì cả. Khi mà bạn thử dung hòa 2 yếu tố đó lại, cùng nhét chúng vào một bản thu, tất cả mọi thứ sẽ nổ tung."

## Thành phần tham gia sản xuất
Thành phần tham gia sản xuất của Blonde on Blonde vẫn còn rất nhiều tranh cãi:
- Bob Dylan – Hát, guitar, harmonica, piano.

Các nghệ sĩ khác
- Bill Aikins – keyboard.
- Wayne Butler – trombone.
- Kenneth A. Buttrey – trống.
- Rick Danko hoặc Bill Lee – bass (New York).
- Bobby Gregg – trống (New York).
- Paul Griffin – piano (New York).
- Jerry Kennedy – guitar.
- Al Kooper – organ, guitar.
- Charlie McCoy – bass, guitar, harmonica, trumpet.
- Wayne Moss – guitar, hát bè.
- Hargus "Pig" Robbins – piano, keyboard.
- Robbie Robertson – guitar, hát bè.
- Henry Strzelecki – bass.
- Joe South – bass, guitar.

Ê-kíp sản xuất
- Bob Johnston – sản xuất.
- Jerry Schatzberg – ảnh bìa.

## Xếp hạng
| Năm  | Bảng xếp hạng | Vị trí cao nhất |
| ---- | ------------- | --------------- |
| 1966 | Billboard 200 | 9               |
| 1966 | UK Top 75     | 3               |

Đĩa đơn
| Năm  | Đĩa đơn                      | Bảng xếp hạng     | Vị trí cao nhất |
| ---- | ---------------------------- | ----------------- | --------------- |
| 1966 | "One of Us Must Know"        | UK Top 75         | 33              |
| 1966 | "Rainy Day Women #12 and 35" | Billboard Hot 100 | 2               |
| 1966 | "Rainy Day Women #12 and 35" | UK Top 75         | 7               |
| 1966 | "I Want You"                 | Billboard Hot 100 | 20              |
| 1966 | "I Want You"                 | UK Top 75         | 16              |
| 1966 | "Just Like a Woman"          | Billboard Hot 100 | 33              |
| 1967 | "Leopard-Skin Pillbox Hat"   | Billboard Hot 100 | 81              |